# Трг Светог Стефана у Бечу
Трг Светог Стефана, познатији као Штефансплац је трг у географском центру Беча. Име је добио по својој најистакнутијој грађевини, Катедрали Светог Стефана. Пре 20. века назив "Штефансплац" је почео да се користи за ширу област између улица Грабен (у дословном преводу са немачког: „ров“) и Кернтнер штрасе („Кернтен“ је немачки назив за Корушку). Насупрот Катедрали Светог Стефана је Хас-Хаус, висока грађевина модерне архитектуре, дело архитекте Ханса Холајна. Иако је јавно мњење првобитно било скептично према комбинацији средњовековне катедрале и зграде од стакла и челика, сада се сматра примером хармоничног склада старе и нове архитектуре.

## Метро станица линија У1 и У3
Станица бечког метроа на Штефансплацу једна је од најпрометнијих у граду и једина је раскрсница између линија У1 и У3. То је такође најближа станица метроа многим туристичким атракцијама Првог бечког округа.

## Виргилова капела
1973. године, током копања станице бечког метроа, откривена је средњовековна капела 12 метара испод садашњег нивоа тла. Изграђена је око 1250. године као подземни храм (capella subterranea) у Капели Свете Магдалене, чији је обрис приказан на тротоару Штефансплаца. Могуће је да је првобитно била замишљена као капела за сахрањивање, али је барем до 14. века постала крипта.

## Обнова трга 2016-2017
Простор трга је комплетно реновиран обновом инсталација и поплочавањем гранитним плочама из Шремса у Валдфиртелу дебљине 14 см. Површина трга измерена је тада на 10.500 квадратних метара. Уграђене су  светиљке у облику биљака, подражавајући стил који је 2008. и 2009. године примењен у оближњим улицама Кернтнер штрасе и Грaбен.